# Vlag van New York (stad)
De vlag van de stad New York is een driekleur die bestaat uit drie verticale banen: blauw aan de stok, wit in het midden en oranje aan de andere kant. In de witte baan is het zegel van de stad New York afgebeeld. Het huidige ontwerp dateert van 30 december 1977.
De vlag is in 1914 in een eerste versie ontstaan, en werd toen gebaseerd op de Prinsenvlag van de Republiek der Zeven Verenigde Nederlanden die rond 1625 werd gebruikt toen Nieuw-Amsterdam op het eiland Manhattan werd gevestigd en de hoofdstad van Nieuw-Nederland werd. Het enige verschil is dat de kleuren verticaal en omgekeerd (blue-white-orange) zijn opgesteld in tegenstelling tot de Nederlandse oranje-blanje-bleu. Oranje is de kleur die de Nederlanders aannamen naar hun leider Willem van Oranje.
Het details van de zegel is als volgt: Arend is het symbool van de Verenigde Staten; Indiaan zijn de oorspronkelijke inheemse bewoners van Amerika; Een matroos is de kolonisatie van het gebied; De bever symboliseert de Nederlandse WIC, dat het eerste bedrijf was in New York; Molenwieken herinnert aan de Nederlandse geschiedenis van de stad; Graan en emmers staan voor de industrie; Het jaartal 1625 waarin de stad door de Nederlanders werd gesticht.
Het ambt van burgemeester van New York heeft zijn eigen officiële versie, met een extra boog van vijf sterren (die elk een van de vijf boroughs voorstellen) in blauw boven de zegel. De gemeenteraad van New York gebruikt een variant van de stadsvlag, met het woord "Council" in hoofdletters onder de zegel.

## Geschiedenis
De eerste paar honderd jaar van haar bestaan had de stad New York geen officiële vlag. Tegen het einde van de 19e eeuw voerde de stad een onofficiële vlag met het zegel in blauw op een wit veld.
Om de 250ste verjaardag van de installatie van de eerste burgemeester onder Engels bewind te herdenken, stelde de City Art Commission in 1914 een commissie met een blauw lint aan om de eerste officiële zegel en vlag van de stad te ontwerpen. De commissie overlegde met de New-York Historical Society om historische zegels te bestuderen die door het stadsbestuur onder het Nederlandse en Engelse bewind werden gebruikt, om hun symboliek in het nieuwe stadszegel en de nieuwe vlag te verwerken.
De commissie beschreef hun voorgestelde vlag als volgt:
In onze vlag zijn de kleuren Nederlands, de wapens Engels en het wapen uitgesproken Amerikaans, maar de vlag als zodanig is de vlag van de stad, die vanuit dit begin is uitgegroeid tot de thuishaven van alle naties, de grote kosmopolitische stad van de wereld, de stad New York.— Committee of the Art Commission Associates, Seal and Flag of the City of New York, p. 84
De vlag werd goedgekeurd op 6 april 1915 en voor het eerst onthuld aan het publiek op 24 juni.
Het huidige ontwerp dateert van 30 december 1977, toen de zegel subtiel werd gewijzigd. De datum werd veranderd van 1664 (toen het Koninkrijk Engeland bezit nam) in 1625. De verandering werd voorgesteld door de in Ierland geboren Paul O'Dwyer, voorzitter van de gemeenteraad, om de Nederlandse bijdragen aan de geschiedenis van de stad te benadrukken en de Britse erfenis te bagatelliseren. De keuze van de datum was destijds controversieel; een assistent van eerste locoburgemeester James A. Cavanagh concludeerde: "Bij mijn onderzoek naar de geldigheid van dit voorstel heb ik geen basis gevonden voor 1625 als stichtingsdatum." Een assistent van toenmalig burgemeester Abraham Beame suggereerde dat 1624 een meer accurate datum zou zijn, omdat de stad toen feitelijk werd gecharterd als een legale Nederlandse entiteit. Schrijver Edwin G. Burrows had een andere kijk op het debat en zei: "Je moet je afvragen of ze niet 1626 of 1625 hebben gekozen om Boston, dat in 1630 werd gesticht, te verslaan. Desondanks ondertekende de burgemeester de wetgeving van O'Dwyer.
|  |  |

## Gebruik
De vlag wordt soms, maar zelden, gebruikt zonder het zegel in het midden, waardoor het een eenvoudige blauwe, witte en oranje driekleur wordt.
De vlag wappert vaak in de stad. Hij hangt altijd bij het stadhuis van New York en alle andere overheidsgebouwen. De vlag hangt ook bij veel openbare en particuliere bedrijven, particuliere woningen en parken, waaronder het Yankee Stadium.
Verschillende sportteams in de stad New York hebben de kleuren van de vlag aangenomen als hun officiële teamkleuren.

## Vlaggen van de boroughs van de stad New York
Momenteel hebben alleen Brooklyn en The Bronx officiële vlaggen. De andere drie boroughs hebben standaardontwerpen die momenteel worden gebruikt, maar die nooit officieel zijn aangenomen. Wetgevers van de borough Staten Island drongen in de jaren 1990 en begin 2000 aan op officiële erkenning van hun vlag door de staat, maar slaagden daar niet in.

The Bronx Vlag
Brooklyn Vlag
Manhattan Vlag
Queens Vlag
Staten Island Vlag